# Дюррант, Девин
Девин Джордж Дюррант (англ. Devin George Durrant; родился 20 октября 1960, Прово, Юта, США) — бывший американский профессиональный баскетболист.

## Ранние годы
Девин Дюррант родился в городе Прово (штат Юта), учился в Провской школе, в которой играл за местную баскетбольную команду. В 1978 году он принимал участие в игре McDonald’s All-American, в которой принимают участие лучшие выпускники школ США и Канады.

## Студенческая карьера
В 1984 году Дюррант окончил Университет Бригама Янга, где в течение четырёх лет играл за команду «Бригам Янг Кугарз», в которой провёл успешную карьеру, набрав в итоге 2285 очков, 643 подбора, 57 перехватов и 40 блок-шотов. При Дюрранте «Кугарз» три раза выигрывали регулярный чемпионат конференции Western Athletic (1979—1980, 1983), а также три раза выходили в плей-офф студенческого чемпионата США, однако дальше второго раунда не проходили (1979—1980, 1984). В сезоне 1983/1984 годов стал самым результативным игроком «Кугарз» (866), а по завершении студенческой карьеры занял второе место по очкам за всю историю команды, уступив только Дэнни Эйнджу (2467).
После второго курса отправился в Мадрид, где на протяжении двух лет (1980—1982) служил мормонским миссионером, после чего вернулся в Прово, чтобы окончить университет.

## Карьера в НБА
Играл на позиции лёгкого форварда. В 1984 году был выбран на драфте НБА под 25-м номером командой «Индиана Пэйсерс». Позже выступал за команды «Финикс Санз», «Санта-Колома», «Гвадалахара» и «Олимпик Антиб». Всего в НБА провёл 2 неполных сезона. В 1983 году признавался баскетболистом года среди студентов конференции Western Athletic, а в 1984 году включался во 2-ю всеамериканскую сборную NCAA. Всего за карьеру в НБА сыграл 63 игры, в которых набрал 317 очков (в среднем 5,0 за игру), сделал 132 подбора, 85 передач, 22 перехвата и 10 блок-шотов.

## Зарубежная карьера
После досрочного завершения профессиональной карьеры в НБА Дюррант переехал в Европу, где отыграл несколько сезонов в чемпионатах Испании и Франции. В Испании по одному году выступал за команды «Санта-Колома», в которой был лучшим бомбардиром, и «Гвадалахара», где играл на высоком уровне, но затем получил травму и был отчислен. В сезоне 1988/1989 годов заключил соглашение с клубом «Олимпик Антиб», по окончании которого завершил карьеру игрока.

## Последующие годы
В 2000 году по результатам опроса в газете Deseret News Дюррант вошёл в десятку лучших баскетболистов студенческих команд штата Юта за последние 100 лет. В том же году журнал Sports Illustrated назвал его одним из 50 самых влиятельных спортивных деятелей в истории штата Юта. После ухода из профессионального баскетбола Девин работал в корпорации WordPerfect и в принадлежащей ей инвестиционной компании. В мормонской церкви служил на различных должностях, в том числе советником епархии, епископом, советником в ставке президента, членом высшего совета, членом ставки президентской миссии и президентом Техасской миссии в Далласе. У Дюрранта и его жены Джулии шестеро детей и четверо внуков.

## Статистика

### Статистика в НБА
| Сезон                                                                                    | Команда | Регулярный сезон | Регулярный сезон | Регулярный сезон | Регулярный сезон | Регулярный сезон | Регулярный сезон | Регулярный сезон | Регулярный сезон | Регулярный сезон | Регулярный сезон | Регулярный сезон | Серия плей-офф | Серия плей-офф | Серия плей-офф | Серия плей-офф | Серия плей-офф | Серия плей-офф | Серия плей-офф | Серия плей-офф | Серия плей-офф | Серия плей-офф | Серия плей-офф |
| Сезон                                                                                    | Команда | GP               | GS               | MPG              | FG%              | 3P%              | FT%              | RPG              | APG              | SPG              | BPG              | PPG              | GP             | GS             | MPG            | FG%            | 3P%            | FT%            | RPG            | APG            | SPG            | BPG            | PPG            |
| ---------------------------------------------------------------------------------------- | ------- | ---------------- | ---------------- | ---------------- | ---------------- | ---------------- | ---------------- | ---------------- | ---------------- | ---------------- | ---------------- | ---------------- | -------------- | -------------- | -------------- | -------------- | -------------- | -------------- | -------------- | -------------- | -------------- | -------------- | -------------- |
| 1984/85                                                                                  | Индиана | 59               | 8                | 12,8             | 41,6             | 0,0              | 70,6             | 2,1              | 1,4              | 0,3              | 0,2              | 5,1              | Не участвовал  | Не участвовал  | Не участвовал  | Не участвовал  | Не участвовал  | Не участвовал  | Не участвовал  | Не участвовал  | Не участвовал  | Не участвовал  | Не участвовал  |
| 1985/86                                                                                  | Финикс  | 4                | 0                | 12,8             | 38,1             | -                | 25,0             | 2,0              | 1,3              | 0,8              | 0,0              | 4,3              | Не участвовал  | Не участвовал  | Не участвовал  | Не участвовал  | Не участвовал  | Не участвовал  | Не участвовал  | Не участвовал  | Не участвовал  | Не участвовал  | Не участвовал  |
|                                                                                          | Всего   | 63               | 8                | 12,8             | 41,4             | 0,0              | 68,9             | 2,1              | 1,3              | 0,3              | 0,2              | 5,0              | Не участвовал  | Не участвовал  | Не участвовал  | Не участвовал  | Не участвовал  | Не участвовал  | Не участвовал  | Не участвовал  | Не участвовал  | Не участвовал  | Не участвовал  |
| Наведите курсор мыши на аббревиатуры в заголовке таблицы, чтобы прочесть их расшифровку. |         |                  |                  |                  |                  |                  |                  |                  |                  |                  |                  |                  |                |                |                |                |                |                |                |                |                |                |                |

### Статистика в NCAA
| Сезон | Команда    | Conf  | Class | GP  | GS | MPG  | FG%  | 3P% | FT%  | RPG | APG | SPG | BPG | PPG  |
| --- | ---------- | ----- | ----- | --- | -- | ---- | ---- | --- | ---- | --- | --- | --- | --- | ---- |
| 1978/79 | Бригам Янг | WAC   | FR    | 28  |    | 28,4 | 54,0 |     | 70,5 | 5,2 | 2,4 | 0,7 | 0,4 | 13,2 |
| 1979/80 | Бригам Янг | WAC   | SO    | 29  |    | 28,8 | 55,5 |     | 71,5 | 5,9 | 3,1 | 0,6 | 0,2 | 13,3 |
| 1982/83 | Бригам Янг | WAC   | JR    | 29  |    | 37,7 | 50,7 |     | 76,6 | 5,8 | 2,4 | 0,6 | 0,6 | 22,8 |
| 1983/84 | Бригам Янг | WAC   | SR    | 31  |    | 39,5 | 57,5 |     | 78,8 | 5,2 | 1,4 | 0,7 | 0,5 | 27,9 |
| Всего | Всего      | Всего | Всего | 117 |    | 33,8 | 54,5 |     | 75,7 | 5,5 | 2,3 | 0,7 | 0,4 | 19,5 |
| Наведите курсор мыши на аббревиатуры в заголовке таблицы, чтобы прочесть их расшифровку Статистика приведена с сайта sports-reference.com |            |       |       |     |    |      |      |     |      |     |     |     |     |      |